# Tris(triphenylphosphin)platin(0)
Tris(triphenylphosphin)platin(0) ist eine chemische Verbindung des Platins aus der Gruppe der Triphenylphosphanderivate.

## Gewinnung und Darstellung
Tris(triphenylphosphin)platin(0) kann durch Reduktion von Platin(II)-triphenylphosphinverbindungen mit alkoholischem Kaliumhydroxid oder Hydrazin gewonnen werden. Es lässt sich auch leicht aus dem Tetrakis-Derivat (Tetrakis(triphenylphosphin)platin(0)) durch Behandlung mit heißem Ethanol gewinnen.

## Eigenschaften
Tris(triphenylphosphin)platin(0) ist ein gelber luftempfindlicher Feststoff, der löslich in Dichlormethan und Toluol ist. Es zersetzt sich an der Luft bei 125–135 °C zu einer roten Flüssigkeit und schmilzt im Vakuum (1 mmHg) bei 205–206 °C zu einer roten Flüssigkeit.
Die Verbindung besitzt eine trikline Kristallstruktur mit der Raumgruppe P1 (Raumgruppen-Nr. 2). Es ist jedoch auch eine Form mit monokliner Kristallstruktur mit der Raumgruppe P21/c (Raumgruppen-Nr. 14) bekannt.

## Verwendung
Tris- und Tetrakis(triphenylphosphin)platin(0) sind Edukte für die Herstellung vieler weiterer Platinverbindungen. Sie reagieren mit Kohlenmonoxid, Säuren, Methyliodid, Fluoralkylderivaten, Schwefelkohlenstoff, Sauerstoff, Chlor, Fluor und aktivierten Olefinen, Schwefelwasserstoff und Seleniden sowie Schwefeldioxid und ergeben so diverse Platin(II)- oder Platin(0)-Verbindungen, die auf anderem Wege nicht leicht zu gewinnen sind.